# Нічна варта (картина)
«Нічна варта» (нід. Nachtwacht) — традиційна назва відомої картини Рембрандта «Виступ стрілецької роти капітана Франса Баннінга Кока і лейтенанта Віллема ван Рейтенберґа», написана 1642 року. Попри назву, насправді зображає денну сцену, що за багато років потемніла.

## Композиція
Картина зображає шикування стрільців міської варти Амстердама, котрі виходять із похмурого подвір'я на сліпуче сонячне світло. В центрі композиції перебуває капітан Франс Банніґ Кок, який жив у 1600—1655 роках. Він одягнений у чорне вбрання з червоним черезплічником, тримаючи тростину, та веде всіх за собою, показуючи щось лейтенанту ван Рейтенберґу. Той іде поруч у блискучому золотавому вбранні та з нахиленим протазаном. Всі гвардійці за ними змальовані з реальних осіб, які заплатили Рембрандту, щоб він їх намалював. Персонажів зображено в русі за різними заняттями. Так, гвардієць в червоному заряджає аркебузу. Дубове листя на шоломі одного зі стрільців вказує, що дія відбувається в Амстердамі, оскільки воно було символом тамтешньої гільдії аркебузирів. Ліворуч від капітана зображено дівчинку в золотистій сукні — «талісман» групи гвардійців. Курка, що висить на її паску, є посиланням на герб аркебузирів. З-за спин присутніх визирає сам Рембрандт, якого можна впізнати за носом і беретом. Позаду гвардійців розміщені герб зі щитом, на якому перелічені імена всіх стрільців, зображених на картині. Всього на картині було зображено 34 персонажі разом з 18-ма стрільцями.

## Історія картини

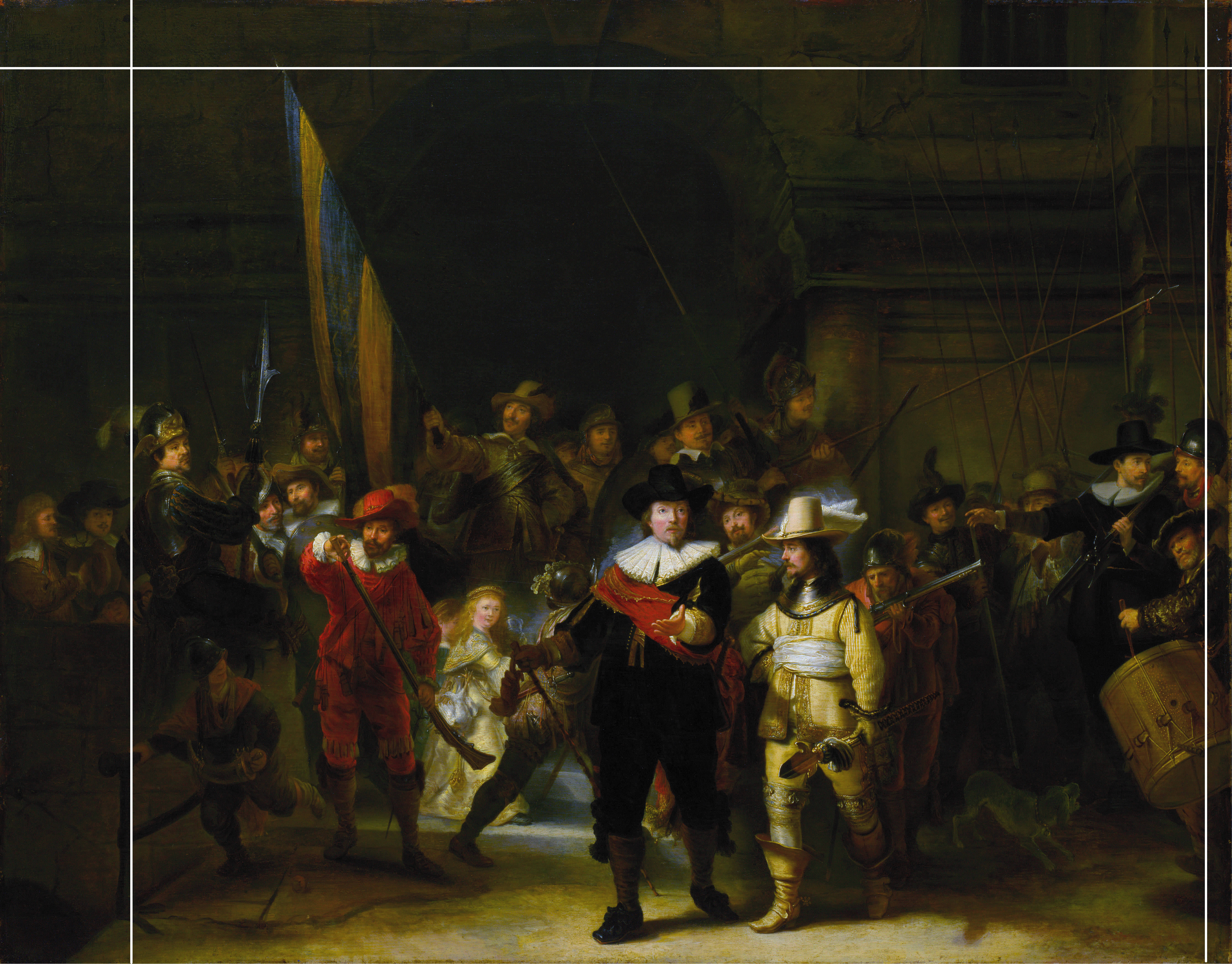
Копія картини, виконана Геррітом Люнденсом. Білими лініями вказані місця обрізу оригінального полотна

Припускають, що ідея картини виникла після того, як королева Франції Марія Медічі відвідала Амстердам у 1638 році. Її приїзд був пишно опоряджений і вартові амстердамського громадського ополчення, натхненні дійством, вирішили після цього прикрасити свій штаб серією картин. Кожна рота повинна була мати свій груповий портрет, а на окремій картині зображалися б старші офіцери. Портрети було замовлено шістьом художникам. Загін Франса Банніґа Кока з сімнадцяти осіб доручили малювати Рембрандтові, заплативши 1600 флоринів.
У 1715 році полотно обрізали з усіх боків, аби картина помістилася в новому приміщенні — Малому залі Військової ради в ратуші Амстердаму. Найбільше постраждала ліва частина картини, де зникли два стрільці. До нашого часу дійшла копія XVII століття (автор Герріт Люнденс, зберігається в Лондонській Національній галереї), за якою можна судити про вигляд втраченої частини картини. Назву «Нічна варта» картина отримала в 1790-і роки.
Існує запис про реставрацію полотна картини в 1795 році, можливо з використанням клею або крохмалю. В 1851 році художник Ніколас Гопман зміцнив оригінальну картину зі зворотного боку, наклеївши шар полотна, просякнутого смолою. Також він трохи стер шар старого лаку та наніс кілька шарів нового, що надали картині коричневого відтінку. Впродовж другої половини XIX — першої половини XX століть лак періодично реставрувався, щоб усунути тріщини. З 1885 року «Нічна варта» виставлялася в Державному музеї Нідерландів у Амстердамі.
В часи окупації Нідерландів німецькими нацистами «Нічну варту» переховували щонайменше в чотирьох бомбосховищах упродовж шести років, згорненою в рулон. У 1945 році, після звільнення Нідерландів, полотно поступово розгортали, аби не пошкодити його, і з 15 липня 1945 картина стала знову виставлятися в Державному музеї Нідерландів. Незважаючи на те, що частина полотна втрачена в 1715, це одна з найбільших картин музею (363 × 437 см).
Під час реставрації 1946—1947 років з'ясувалося, що насправді картина світліша, ніж виглядає. Лак, який покриває полотно, з часом потемнів, справляючи враження начебто зображена сцена відбувається вночі. Насправді персонажі виходять на освітлене сонцем місце. В ході реставрації потемнілий лак усунули, замінивши його новим.
На картину тричі здійснювали напади вандали. Так, 13 січня 1911 року чоботар, протестуючи проти неможливості знайти роботу, спробував порізати картину ножем, але товстий шар лаку захистив картину. 14 вересня 1975 звільнений психічно хворий шкільний вчитель Вільгельм де Рейк завдав картині кілька зигзагоподібних порізів, стверджуючи, що це йому наказав зробити Бог. 6 квітня 1990 інший психічно хворий чоловік, який втік з лікарні, оббризкав картину кислотою. Охоронці змили кислоту водою, постраждав шар лаку, але полотно вціліло.
У червні 2021 завершилася цифрова реконструкція картини, що імовірно повертає їй вигляд, який вона мала до 1715 року.

## Особливості картини

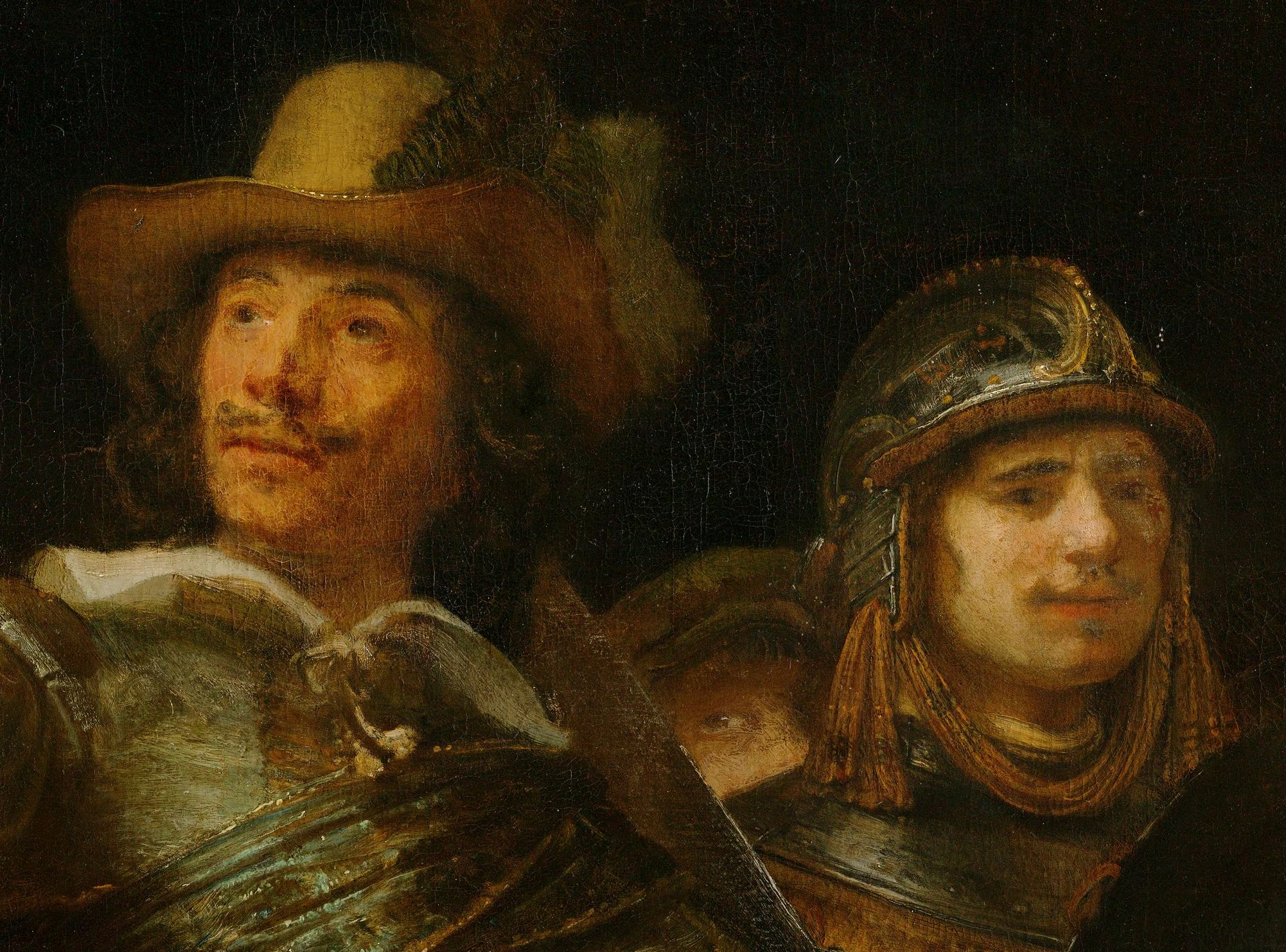
Рембрандт визирає з-за спин стрільців Корнеліса і Крейсбергена

Рембрандт створив вражаючу композицію: стрільці виходять через арку з темного дворика на залитий сонцем майдан. Рембрандт відійшов від традицій голландського групового портрета, додавши гру яскравого світла й тіні, зобразивши персонажів у русі та підпорядкувавши всіх численних персонажів спільному сюжетові. Відчуття руху двох передніх постатей підсилюється зближенням діагональних ліній, які задаються тростиною капітана, протазаном лейтенанта, аркебузою та прапором позаду. Цей справляє такий вплив на глядача, що він відчуває, ніби йому краще зійти з дороги.
Потужний контраст світла і тіні посилює відчуття руху, але цей контраст підпорядкований не суворій логіці, а естетичному задуму. Насправді сонячне світло не може падати так, як зображено на картині «Нічна варта». Тінь, яку кидає рука капітана на пальто лейтенанта, дозволяє припустити, що сонце перебуває ліворуч під видимим кутом близько 45 градусів, але тінь простягненої ноги капітана вказує на зовсім інший кут. Картина малювалася в приміщенні, Рембрандт міг малювати окремих персонажів з натури в різний час, коли вони стояли за дверима художньої майстерні, чим можна пояснити появу таких невідповідностей.

## Персонажі
На картині зображені:

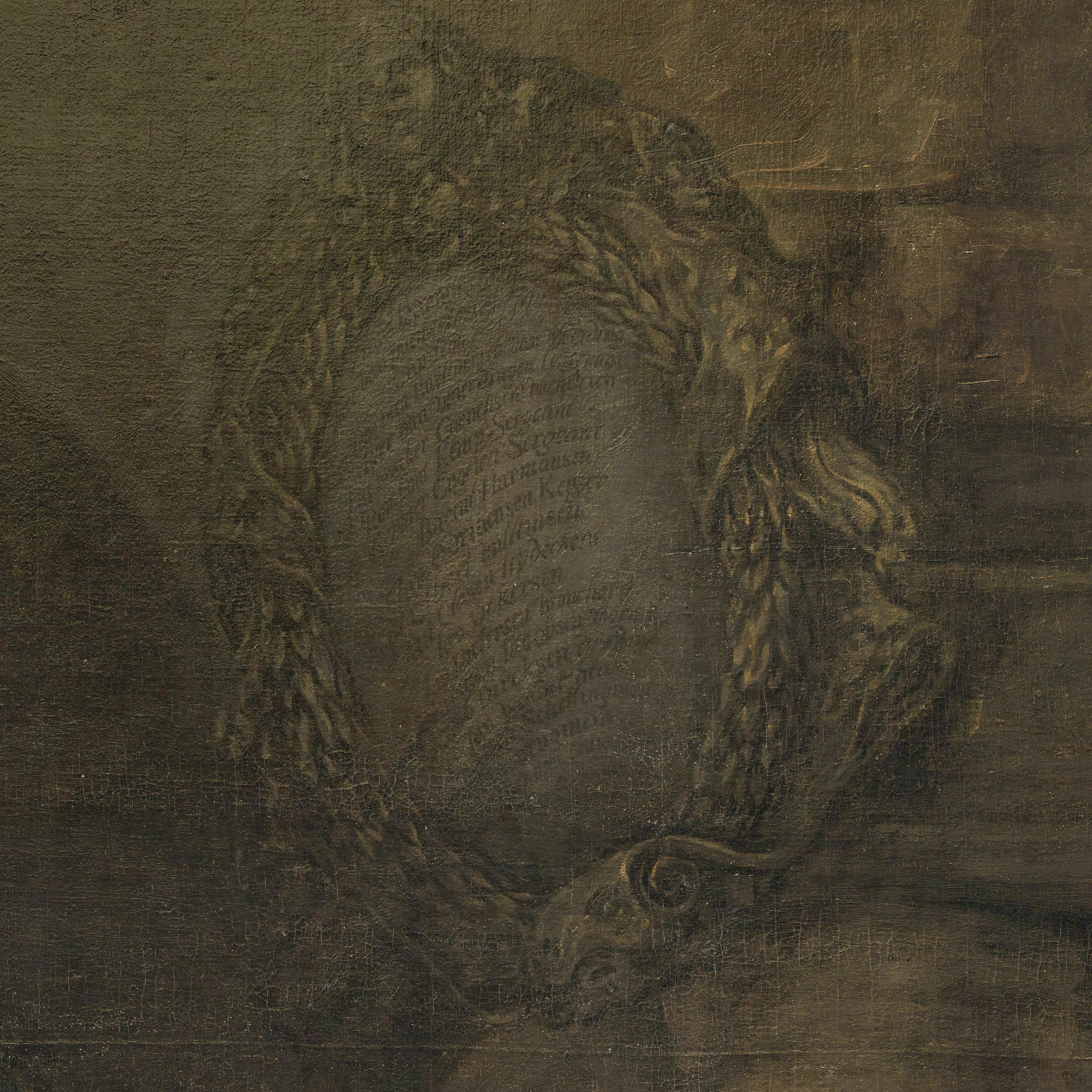
Щит з переліком гвардійців

- Капітан Франс Баннінк Кок (Frans Banninck Cocq 1605—1655) — в центрі, в чорному камзолі з червоним черезплічником.
- Лейтенант Віллем ван Рейтенберґ (William van Ruytenburch 1600—1657) — в центрі в золотистому камзолі з білим перев'язом і з протазаном у руці.
- Прапорщик Ян Віссер Корнеліс (Jan Visscher Cornelisen 1610—1650) — з прапором.
- Сержант Рейнір Енгелен (Reijnier Engelen 1588—1651) — сидить на парапеті мосту, з алебардою в руці.
- Сержант Ромбаут Кемп (Rombout Kemp 1597—1653) — у чорному одязі з коміром-фрезою, з алебардою на плечі, простягає руку.

Пікінери
- Ян Окерсен (Jan Ockersen 1599—1652) — в чорному капелюсі.
- Валіх Схеллінгвау (Walich Schellingwou 1613—1653) — ліворуч від колони.
- Барент Гармансен (Barent Harmansen Bolhamer 1589—1661) — праворуч від колони.
- Паулюс Схонговен (Paulus Schoonhoven 1595—1679) — крайній праворуч.

Аркебузири
- Ян Лейдекерс Класен (Jan Leijdeckers Claesen 1597—1640) — дме на полицю аркебузи.
- Ян ван дер Геде (Jan van der Heede 1610—1655) — в червоному одязі, заряджає аркебузу.
- Гармен Якобсен Вормскерк (Harmen Jacobsen Wormskerck 1590—1653) — за щитом.
- Ельберт Віллемсзон Сведенрейк (Elbert Willemszn Swedenrijck 1589—1644) — за Гарменом, у шоломі з пір'ям.

Мечоносці
- каптенармус Ян Адріансе Кейзер (Jan Adriaensen Keijser 1594—1664) — між Коком та Рейтенберґом.
- Ян Петерсен Бронкгорст (Jan Pietersen Bronchorst 1587 — після 1666) — за парапетом, у моріоні.
- Клас ван Крейсберген (Claes van Cruijsbergen 1613—1663) — праворуч від Корнеліса, у шоломі.

Барабанщик
- Якоб Йорісзон (Jacob Joriszn 1591—1646).

Видалені персонажі
Ще двоє персонажів були намальовані ліворуч від Енгелена. Пізніше вони були вирізані:
- Якоб Дірксен де Рой (Jacob Dircksen de Roy 1601—1659).
- Ян Брюгман (Jan Brughman).

Щит з іменами членів роти був дописаний вже після смерті Рембрандта.

## Пам'ять
У 1956 році на честь святкування 350-річчя з дня народження Рембрандта нащадки капітана Б. Кока та інших стрільців на вулицях Амстердаму влаштували театральну виставу — зобразили картину в її дійових особах.
У 2019—2021 роках за допомогою штучного інтелекту Державним музеєм Нідерландів було реконструйовано втрачені частини картини. Засновуючись на зменшеній копії картини, виконаній голландським живописцем Геррітом Люнденсом у XVII ст., а також фотографіях і рентгенівських знімках «Нічної варти», вдалося відтворити достовірний первісний вигляд. Картина з доданими реконструйованими частинами виставляється в «Галереї пошани» Державного музею в Амстердамі.

## Легенди про картину
За поширеним уявленням «Нічна варта» стала провалом для Рембрандта та призвела його до банкрутства, оскільки йому не заплатили за цю картину. Насправді ця легенда виникла як частина рекламної кампанії 1967 року, коли авіакомпанія KLM Royal Dutch Airlines запрошувала відвідати Голландію, щоб подивитися на «прекрасний провал Рембрандта». Мистецтвознавці, такі як Сеймур Слайв, неодноразово критикували цю вигадку.

## Інтерпретації

### У кінематографі
- У фільмі «Пристрасть» (1982) на початку відтворюється вживу сцена з «Нічної варти».
- Крадіжка цієї картини та її пошуки — сюжет фільму «Нічна варта»[en] (1995) із Пірсом Броснаном у головній ролі за сюжетом Алістера Макліна.
- Історії картини присвячені фільми Пітера Грінуея «Таємниці «Нічної варти»» (2007) і «Рембрандт. Я звинувачую!»[nl] (2008).

### У музиці
- Пісня «The Night Watch» групи King Crimson з альбому Starless and Bible Black (1974) присвячена картині.
- Пісня «The Shooting Company of Captain Frans B. Cocq» з альбомуThe Dream Sequencer (2000) голландського прогресив-рок-проекту Ayreon виконується від особи капітана Кока й оповідає про створення картини.

### У скульптурі
- Бронзова скульптурна композиція Михайла Дронова та Олександра Таратунова, створена в 2006—2007 роках, зображає персонажів цієї картини та виставлялася в Москві й Амстердамі[17].